# Victory (canção de Puff Daddy)
Victory é um singles de Puff Daddy, lançado em 17 de março de 1998.